# Syngnathoides biaculeatus
Syngnathoides biaculeatus is een  straalvinnige vissensoort uit de familie van zeenaalden en zeepaardjes (Syngnathidae). De wetenschappelijke naam van de soort is voor het eerst geldig gepubliceerd in 1785 door Bloch.
De soort staat op de Rode Lijst van de IUCN als Onzeker, beoordelingsjaar 2008.